# Paul Schehl
Paul Schehl (2004) es un deportista alemán que compite en ciclismo de montaña en la disciplina de campo a través.
Ganó una medalla de bronce en el Campeonato Mundial de Ciclismo de Montaña de 2021 y una medalla de bronce en el Campeonato Europeo de Ciclismo de Montaña de 2022, ambas en la prueba por relevos.

## Medallero internacional
| Campeonato Mundial | Campeonato Mundial   | Campeonato Mundial | Campeonato Mundial         |
| Año                | Lugar                | Medalla            | Competición                |
| ------------------ | -------------------- | ------------------ | -------------------------- |
| 2021               | Val di Sole (Italia) | Medalla de bronce  | Campo a través por relevos |
| Campeonato Europeo |                      |                    |                            |
| Año                | Lugar                | Medalla            | Competición                |
| 2022               | Anadia (Portugal)    | Medalla de bronce  | Campo a través por relevos |